# Cas CDEIB
El Cas CDEIB, Cas Ordinas o Cas Scala és un presumpte cas de corrupció ocorregut durant la legislatura 2003-2007 a les Illes Balears. El cas consistí en la presumpta malversació de 17.000 € per part de la gerenta del Consorci per al Desenvolupament Econòmic de les Illes Balears (CDEIB), Antònia Ordinas.
La jutgessa d'instrucció nº4 de Palma, Piedad Marín, i el fiscal anticorrupció Pedro Horrach són els responsables de la investigació.
La Fiscalia Anticorrupció, el Grup de Delinqüència Econòmica de la Policia Nacional i els inspectors de l'Agència Tributària han seguit durant mesos el rastre de les diverses irregularitats. Aquestes proves han estat determinants en l'èxit dels interrogatoris.

## Cronologia del cas
El cas sortí a la llum l'abril del 2008 i posteriorment les acusacions s'han anat ampliant. Alguns dels dies i fets més importants del cas són aquests:

### Dia28 de setembrede2008
És detinguda Antònia Ordinas, exgerenta del CDEIB, i la seva esposa, a petició de la Fiscalia Anticorrupció. Entre les despeses vinculades a la gestió d'Ordinas destaquen els 132.349 € pagats a Isabel Rosselló, persona ja aleshores vinculada a l'exdirectora. L'operació policial es denominà Operació Scala per la detenció, entre d'altres, de l'esposa d'Ordinas, que era cantant d'òpera.

### Dia29 de setembrede2008
El dissenyador gràfic Joan Rosselló figura entre els deu detinguts en aquesta nova trama de corrupció que encapçalaria l'exdirectora gerenta del Consorci per al Desenvolupament Econòmic de les Illes Balears (CDEIB). Rosselló és l'administrador, al costat de la seva esposa Crescencia M.C., també detinguda per la Policia, de les empreses Estudi Joan Rosselló i Fires Geremi. Rosselló va ser el director de l'equip tècnic que va redissenyar el logotip del Govern balear. No li feia falta presentar-se a cap concurs ni mostrar el seu projecte per avançat. Ordinas el contractava directament perquè s'encarregués d'aquest treball de disseny gràfic.

### Dia30 de setembrede2008
Un dels imputats a l'Operació Scala, Jaime Fernández Abad, un empresari de Calvià, detingut dilluns dia 29, hauria admès a Comissaria que va ser durant anys un simple home de palla o testaferro d'Antònia Ordinas, l'anterior gerenta del Consorci del Govern per al Desenvolupament Econòmic de les Balears (CDEIB).
Dues de les persones que van quedar en llibertat, defensades per l'advocat Josep de Luis, van fer un altre gir al cas en presentar-se davant dels especialistes de la Policia com a creditors del CDEIB, ja que van exhibir factures no abonades per l'empresa pública. En total ja són dotze les persones detingudes, la darrera Daniela Beamont Napieraj, de 60 anys, a qui s'imputen els delictes de malversació i suborn. Daniela és l'esposa de Jaime Fernández Abad. La detinguda, de nacionalitat francesa, comparteix negocis amb el seu marit i abans havia treballat per a Jaume Matas quan va ser conseller d'Economia.
L'exconseller de Comerç, Indústria i Energia, Josep Juan Cardona, deixà entreveure el dia anterior que li imposaren com a gerenta del CDEIB, Antònia Ordinas, detinguda a instàncies de la Fiscalia per delictes de prevaricació, suborn i malversació de fons públics. "Diguem que me la suggeriren", assegurà Cardona fent èmfasi en la paraula. Tot i això, l'exresponsable indicà que no recordava qui li havia proposat. Sí que rememorà que els càrrecs eren decidits pel Govern, que en aquell moment presidia Jaume Matas i Palou, i que va heretar Ordinas tant quan fou conseller d'Agricultura com quan fou responsable de Comerç, Indústria i Energia. Amb tot, l'exconseller del PP demanà que la Fiscalia investigués fins al darrer detall i considerà que el fet que ara s'ha posat de manifest és "absolutament lamentable" perquè "desmereixen l'activitat política" i, en aquest sentit, demanà "disculpes als ciutadans".
El PP es personarà com a acusació particular en el cas. La presidenta del PP balear, Rosa Estaràs, anuncià que el PP es personaria com a acusació particular en tots els casos de corrupció que impliquessin militants seus, alts càrrecs del Govern de Jaume Matas.
El matrimoni Antònia Ordinas - Isabel Rosselló continuava als calabossos i es negava a declarar al fiscal.

### Dia1 d'octubrede2008
L'exdirector General de Cultura i Política Lingüística de l'Executiu de Jaume Matas, Jaume Gil, compareix, acompanyat del seu advocat José Ignacio Herrero, a les dependències de la Policia Nacional de les Balears per declarar com imputat en el presumpte cas de malversació de fons públics a través del Consorci de Desenvolupament Econòmic (CDEIB).
Sis dels onze detinguts ja han estat posats en llibertat amb càrrecs, i els cinc que encara queden en comissaria, passaren a disposició judicial.
El Comitè de Drets i Garanties del PP es va reunir aquesta tarda per suspendre de militància a Felipe Ferre Bravo, Jaime Julio Abad i Daniela Beamont Napieraj, després de ser detinguts per la seva vinculació en l'operació Scala.
La Policia Nacional arrestà l'exdirector general de Promoció Industrial del Govern del PP de Jaume Matas, Kurt J. Viaene, acusat de formar part de la presumpta trama de corrupció. Negà totes les imputacions de la Fiscalia Anticorrupció durant els interrogatoris policials. És per aquest motiu que els investigadors del cas decidiren mantenir Viaene als calabossos. Viaene retornà 18.000 euros sense justificar.

### Dia2 d'octubrede2008
El magistrat del Jutjat d'Instrucció número 9 de Palma, Enrique Morell, va decretar, tal com sol·licitava la Fiscalia Anticorrupció, presó provisional sense fiança per a l'exgerent del Consorci de Desenvolupament Econòmic de Balears (CDEIB), Antònia Ordinas i la seva esposa, Isabel Rosselló, després d'imputar-los els delictes de malversació, falsedat documental i defraudació a l'administració en el marc de presumpta trama de corrupció en el CDEIB, gestada a la passada legislatura i a través de la qual es podrien haver malversat fins a 5 milions d'euros.
Així mateix, pels mateixos delictes, va decretar detenció judicial de 72 hores, que es materialitza amb el seu ingrés a la presó, per a l'exdirector general de Promoció Industrial, Kurt Viaene, que va ser arrestat el dia anterior per la Policia Nacional, a causa de la seva implicació en aquesta trama.
D'aquesta manera, Ordinas, Rosselló i Viaene foren traslladats a la Presó Provincial de Palma, encara que Viaene havia de tornar als jutjats en les següents 72 hores per ser interrogat pel fiscal Anticorrupció i la magistrada del Jutjat d'Instrucció número 4 de Palma, Pietat Marín, qui s'encarrega d'aquest cas. Viaene va sortir emmanillat dels Jutjats de Palma i va ser introduït en un vehicle de la Policia Nacional, que el va traslladar a la presó de la capital balear, mentre que Ordinas i Rosselló anaven emmanillades juntes i van ser conduïts a un altre vehicle de la Policia. Ordinas, que va sortir somrient dels calabossos, va assegurar als mitjans de comunicació que, de moment, no feia comentaris respecte a la decisió judicial, però que els faria.
D'altra banda, Morell va decretar llibertat amb càrrecs per a l'empresari publicista Joan Rosselló Borrás, administrador de l'Estudi Joan Rosselló SL i de Fires Geremi SL, de 48 anys; l'empresari Jaime Julio Fernández Abad, administrador de Sayju 2005 SL i Franc Galaica de Inversiones SL i a l'esposa d'aquest, Daniela B.N., després d'imputar-los els delictes de malversació, falsedat documental i defraudació a l'administració. No obstant això, els va retirar el passaport prohibint-los sortir del país i els va obligar a acudir als jutjats cada vegada que se'ls requereixi.
Els sis detinguts van ser traslladats als Jutjats de Via Alemanya, a Palma, després de ser detinguts per la seva relació amb l'esmentada trama de corrupció en el CDEIB. Així, Ordinas, Rosselló i els dos empresaris van ser arrestats dilluns passat (dia 29), per la qual cosa van ser posats a disposició judicial després d'esgotar-se les 72 hores per les quals una persona pot romandre detinguda per la Policia Nacional. Per la seva part, Daniela B.N va ser arrestada dimarts passat (dia 30), mentre que Viaene va ser detingut el dia anterior, dia 1 d'octubre.

### Dia3 d'octubrede2008
Presó per al matrimoni Ordinas-Rosselló i Anticorrupció cerca el paper de Viaene en l'escàndol i el jutge el tanca fins a tres dies foren els dos titulars de la premsa respecte al que havia passat el dia anterior.
La Policia escorcollà el dia anterior el domicili de Kurt Viaene, l'exalt càrrec del Govern que va ser enviat a la presó en qualitat de "detingut judicial".

### Dia4 d'octubrede2008
Presó incondicional per a Kurt Viaene, que ho nega tot. La jutgessa Piedad Marín ordenà el tancament de l'exdirector general del Govern de Jaume Matas, que fou directament assenyalat per la principal acusada del cas, Antònia Ordinas. Viaene havia estat prèviament incriminat per la seva antiga subordinada, Antònia Ordinas. Aquesta, havia acudit als jutjats per declarar de
manera voluntària una estona abans i confessar així tots els delictes que es cometeren en la gestió dels doblers públics del consorci del Govern. Viaene ho negà tot i tampoc no incriminà altres càrrecs polítics.
La notícia bomba, i que ha esdevingut imatge més representativa del cas, fou la troballa de 240.000 € al jardí de la casa d'Ordinas, part d'aquests, amagats dins una capsa metàl·lica de Cola Cao antiga, curiosament pintada de vermell amb motius xinesos. Aquestes capses, concebudes com un regal, eren distribuïdes en els anys cinquanta i seixanta del segle passat per la casa Nutrexpa, comercialitzadora del Cola Cao i contenien aquest producte. Eren col·leccionables i moltes famílies les guardaven per dipositar-hi objectes personals. Eren els temps en què Antònia Ordinas encara era una nina.
El matrimoni digué a la magistrada que estaven disposades a lliurar 240 mil euros que tenien amagats a la finca on tenen fixada la seva residència, a Pòrtol. Quan acabà aquesta declaració es desplaçaren a la finca, el fiscal Anticorrupció Pedro Horrach, l'advocat Eduardo Valdivia, la secretària del jutjat i inspectors del Grup de Delinqüència Econòmica. Quan foren al jardí, Ordinas indicà un lloc concret, en un petit hort que hi ha a la finca. Enllà, entre unes cols, hi havia una bossa d'escombraries de color gris i una antiga capsa del Cola Cao. Els policies les recolliren i a l'interior trobaren la quantitat que deia Ordinas. Tot seguit tornaren a les dependències judicials, on continuà l'interrogatori a les dues dones. Finalment foren reingressades al centre penitenciari de Palma. Ordinas declarà que tant ella com Kurt Viaene cobraven comissions il·legals per treballs que s'adjudicaven a diferents empresaris. El dimarts següent, Ordinas tornaria a aparèixer davant els jutjats per continuar la declaració iniciada.

### Dia5 d'octubrede2008
Les declaracions que va fer l'exgerent del CDEIB Antònia Ordinas davant la jutgessa Piedad Marín apunten que l'exconseller de Comerç i Indústria, Josep Juan Cardona, estava al corrent de les comissions que es cobraven en l'organisme. Ordinas explicà que ella informava de tot allò que passava en el Consorci de Desenvolupament Econòmic de les Illes Balears al director general de la Conselleria, Kurt Viaene, que, a la vegada, mantenia informat el conseller Juan Cardona. Però l'exdirector general del Govern Matas es negà a acceptar en la compareixença de dissabte aquest fet i d'altres elements que l'incriminen en el cobrament il·legal de comissions.

### Dia6 d'octubrede2008
L'eivissenc Josep Juan Cardona, en roda de premsa, va adoptar la mateixa estratègia que Rosa Puig en el Cas Turisme Jove. Va dir que no es considerava responsable d'haver comès cap acte que hagi de veure amb aquests fets, és a dir, amb el presumpte cobrament de comissions il·legals. El president del PP a les Pitiuses i diputat autonòmic digué aquestes paraules després que Ordinas el senyalà directament el dia anterior.

### Dia7 d'octubrede2008
Després de la llarga deposició voluntària d'Ordinas, es donava per segura la imputació de Cardona, que ha optat per no dimitir del seu escó en el Parlament. En mitjans de la investigació pensen que la principal encausada ha vessat acusacions molt serioses contra l'exconseller, que haurà de donar la seva versió sobre aquestes acusacions en qualitat d'imputat.

### Dia9 d'octubrede2008
La jutgessa Pietat Marín, que investiga el cas, va ordenar l'embargament preventiu de totes les propietats i comptes bancaris de Kurt Viaene, exdirector general del Govern Matas, que es troba a presó per cobrament de comissions il·legals.

## Implicats
- Antònia Ordinas Mari: Exdirectora gerent del Consorci per al Desenvolupament Econòmic de les Illes Balears. Fa mesos que s'està investigant. Va ser detinguda al seu luxós habitatge de Pòrtol, on resideix amb la seva esposa. Es va negar a tornar els 18.000 euros que li exigia l'actual Govern per despeses injustificades. Se la situa al capdavant d'aquesta trama. Als calabossos.

- Isabel Rosselló: Soprano i esposa d'Ordinas. La seva parella la contractava directament per realitzar actuacions a les fires de promoció. És la titular de l'empresa Gabinete Alays, una de les empreses més beneficiades en aquesta trama. Als calabossos.

- Kurt Joseph Viaene: Director general de Promoció Industrial a l'anterior Govern del Partit Popular, presidit per Jaume Matas. Viaene va ser vinculat al cas CDEIB des dels seus inicis, quan es va saber que havia tornat a l'actual Govern prop de 19.000 euros corresponents a despeses en la seva etapa de director general i que no havien estat degudament justificats.[14] Detingut dia 1 d'octubre acusat de malversació.

- Joan Rosselló Borrás: És l'administrador de les empreses Estudi Joan Rosselló i Fires Geremi. Ambdues societats han facturat gairebé cinc milions d'euros per treballs realitzats, sense concurs previ, per encàrrec del CDEIB. És l'autor del redisseny del nou logotip del Govern balear. Llibertat amb càrrecs.

- Crescencia M.C.: 48 anys. És també administradora, al costat del seu marit, de les societats Estudi Joan Rosselló i Fires Geremi. Va ser detinguda a l'oficina de l'empresa, situada a la localitat de Binissalem. Als calabossos.

- Felipe Ferre Bravo: 36 anys. Regidor del Partit Popular a l'Ajuntament de Lloseta. Apareix com a administrador de l'empresa Gourmet and boutique islanda i està relacionada també amb la societat Comarca Global Consulting. A través d'aquestes societats va facturar gairebé un milió i mig d'euros per la seva intervenció en les fires de promoció celebrades a l'estranger. Suspès de militància del PP. En llibertat.

- Jaime Julio Fernández Abad: De 76 anys. Anava a ser nomenat defensor del Ciutadà i del Turista a Calvià. Va crear el PRIB (Partit Reformista de les Illes Balears). Va ocupar el càrrec d'assessor personal de l'alcalde de Calvià, Carlos Delgado. Figura com a administrador de les societats Sayju 2005 i Franco Galaica de Inversiones. Les seves oficines, situades en el municipi de Calvià, van ser registrades per la Policia. Va facturar 677.000 euros al consorci públic.[15] Suspès de militància del PP. Llibertat amb càrrecs.

- Daniela Beamont Napieraj: De 60 anys, a qui s'imputen els delictes de malversació i suborn. És l'esposa de Jaime Fernández Abad. De nacionalitat francesa, comparteix negocis amb el seu marit i abans havia treballat per a Jaume Matas quan va ser conseller d'Economia. Suspès de militància del PP. Llibertat amb càrrecs.

- Juan J.F.A (o Juan V.J.V. o Juan J.V.J): 46 anys. Empresari del negoci de la publicitat. Figura com a titular de la societat Divulgalia SL. A través d'aquesta empresa va facturar treballs a favor del Consorci que dirigia Antònia Ordinas per gairebé 360.000 euros. En llibertat. Finalment la causa s'ha sobreseït en contra d'ell (per resolució de 20/11/08) per no haver indicis d'estar implicat en la trama.

- Jaume Gil Cuenca: Ex Director General de Cultura i Política Lingüística del Govern Matas.[16] Actual (2007-2011) regidor de l'Ajuntament de Porreres pel Partit Popular de Balears. En llibertat.

- María Victoria G. M.: Esposa de Jaume Gil. 45 anys. El seu nom apareix com a administradora de l'empresa Taller Gràfic 3,1. Ha facturat gairebé 50.000 euros. Dia 29 de setembre fou detinguda. En llibertat.

- Manuel S.V.: Empresari publicista. En llibertat.
- Francisco M.C.: Empresari. En llibertat.
- J.M.B.: Empresari. En llibertat.
- Mateu M.R.: Empresari. És l'apoderat d'una empresa de publicitat investigada per la Policia per pagar comissions a canvi de rebre projectes del Govern sense superar cap concurs. És soci d'un altre dels detinguts. Mai no ha estat detingut, encara que està imputat. En llibertat.

### Estructura Política
De la base a la cúpula.
- Felip Ferré. El regidor

El regidor del PP a Lloseta era el principal testaferro segons la confessió d'Ordinas. La Fiscalia creu que la seva empresa servia perquè Ordinas, Viaene i Cardona cobrassin comissions il·legals.
- Antònia Ordinas. La gerenta

L'exgerent del CDEIB és la suposada cap de la trama, però la investigació continua en marxa i podria haver-hi sorpreses. Està confessant-ho tot i ha incriminat els seus superiors. És a la presó.
- Kurt Viaene. El director

L'exdirector general de Promoció Industrial encara nega qualsevol responsabilitat, però sembla que les proves contra ell ja són desconcertants. És tancat a la presó i ara ha de canviar d'estratègia.
- Josep J. Cardona. El conseller

El nom de l'exconseller d'Indústria i Comerç sonà des del primer dia, ja que era el responsable polític de tot plegat. No pensa dimitir, però el més probable és que aviat sigui citat com a imputat.
- Jaume Matas. El president

Evidentment, el nom de l'expresident del Govern no passa.

## Acció sonada

### El Cola Cao
L'actuació més sonada del cas Scala ha estat, sens dubte, el desenterrament d'un pot de Cola Cao i una bossa de fems que Antònia Ordinas tenia enterrats en el jardí de casa seva. El contingut de la troballa: 240.000 € provinents dels delictes que Ordinas practicà quan ocupava el càrrec públic de gerent al CDEIB. Aquest fet no fou fruit ni de la casualitat ni d'una pentinada policial del jardí, sinó perquè Antònia Ordinas decidí confessar-ho tot un pic ingressà a presó incondicional.
El registre de la casa d'Ordinas i les seves confessions davant la jutgessa Piedad Marín estan sent claus en el transcurs de la investigació. El mateix dia en què es produí tot aquest moviment i Ordinas feu les seves primeres confessions, la jutgessa instructora del cas ordenà l'ingrés incondicional a presó de Kurt Viaene, el superior d'Ordinas en el Govern. De nou, la suposada cap de la trama era una de les dones de Matas.